# Football Club Internazionale Milano 2008-2009
Questa voce raccoglie le informazioni riguardanti il Football Club Internazionale Milano nelle competizioni ufficiali della stagione 2008-2009.

## Stagione
(Dichiarazioni del tecnico José Mourinho durante la conferenza-stampa del 3 marzo 2009.)

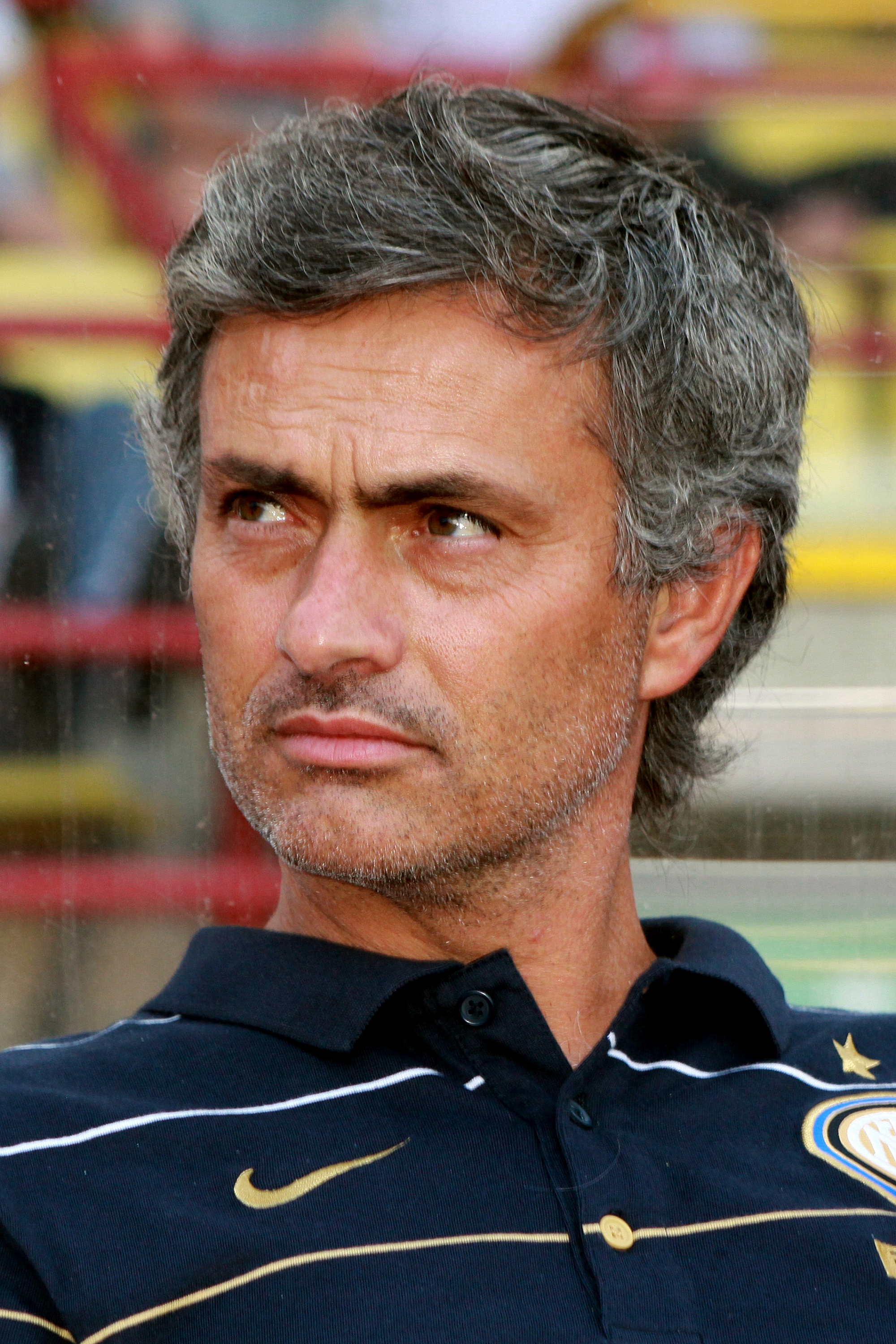
José Mourinho, chiamato a raccogliere la pesante eredità di Mancini: il portoghese centrò subito l'obiettivo tricolore, che coincise con il 17º della storia nerazzurra.

In seguito alla conclusione del rapporto con Roberto Mancini, nell'estate 2008 la società procedeva all'ingaggio in panchina di José Mourinho: il tecnico lusitano — distintosi tra l'altro per le vittorie consecutive in Coppa UEFA e Champions League alla guida del Porto — non determinò sconvolgimenti all'organico, mirando anzi a ricostruire il 4-3-3 della recente esperienza al Chelsea.
Domenica 24 agosto 2008 l'Inter si aggiudicava la Supercoppa italiana a scapito della Roma, un confronto deciso solamente ai rigori: ai gol del nuovo acquisto Muntari e Balotelli rispondevano De Rossi e Vučinić, con il capitano Javier Zanetti risultato decisivo nella lotteria dal dischetto dopo un errore di Totti che avrebbe potuto consegnare il trofeo ai capitolini.
L'allenatore sperimentò il summenzionato modulo già nell'occasione, con l'ex udinese schierato in mediana e un tridente in cui Ibrahimović fungeva da riferimento centrale: a fiancheggiarlo inizialmente i laterali offensivi Amantino Mancini e Quaresma, una soluzione accantonata in breve tempo anche per lo scarso apporto realizzativo di questi ultimi.
Una rete di Ronaldinho nella stracittadina del 28 settembre 2008 premiava gli uomini di Ancelotti, certificando il sofferto avvio in campionato: mentre una «moria» di centrali difensivi suggeriva l'inedito arretramento di Cambiasso nella posizione, Obinna appoggiò fugacemente in avanti lo svedese. A riaffacciarsi in attacco anche il redivivo Adriano, capace di sopravanzare Sandro Mazzola in quanto a segnature nella massima competizione europea: lo stesso brasiliano servì a Ibra l'assist per una celebre prodezza contro il Bologna a San Siro, terreno sul quale il Genoa mantenne inviolata la porta come non riusciva all'ospite di turno dal 29 maggio 2005.
Infortuni e scelte tecniche esclusero nomi illustri — tra cui Materazzi, Samuel, Vieira, Crespo e Cruz — dallo schieramento titolare, virato stabilmente sul rombo in occasione del derby d'Italia giocatosi il 22 novembre 2008: Burdisso e Córdoba tornarono a protezione dell'area, con Stanković rifinitore dietro le punte per un ruolo avente in Jiménez la sola alternativa. Con Maxwell votato alla fase di copertura lungo la corsia sinistra, spinta e incursioni dal lato destro erano appannaggio di Maicon: Muntari scalzava infine Dacourt nelle vesti d'incontrista, coi dettami dell'equilibrio tattico localizzati nell'impenetrabilità e in una «cooperativa del gol» cui partecipò gran parte della rosa.
Una striscia di 8 affermazioni in fila tra la 10ª e 17ª giornata aveva dapprima comportato la vetta solitaria e quindi la conferma, permettendo d'incamerare il titolo invernale con 3 punti di margine sulla Juventus; meno rassicurante appariva invece il quadro in coppa, complice un mediocre rendimento nel gruppo che concorse all'abbinamento col Manchester United (laureatosi campione mondiale a fine 2008) per gli ottavi di finale. Durante la seconda parte di stagione il classe 1991 Davide Santon si ritagliò spazio in squadra, facendosi preferire a Maxwell: l'appena maggiorenne difensore incrociò un veterano quale Paolo Maldini nel derby del 15 febbraio 2009, il cui risultato di 2-1 sprofondava a −11 l'inseguitrice.

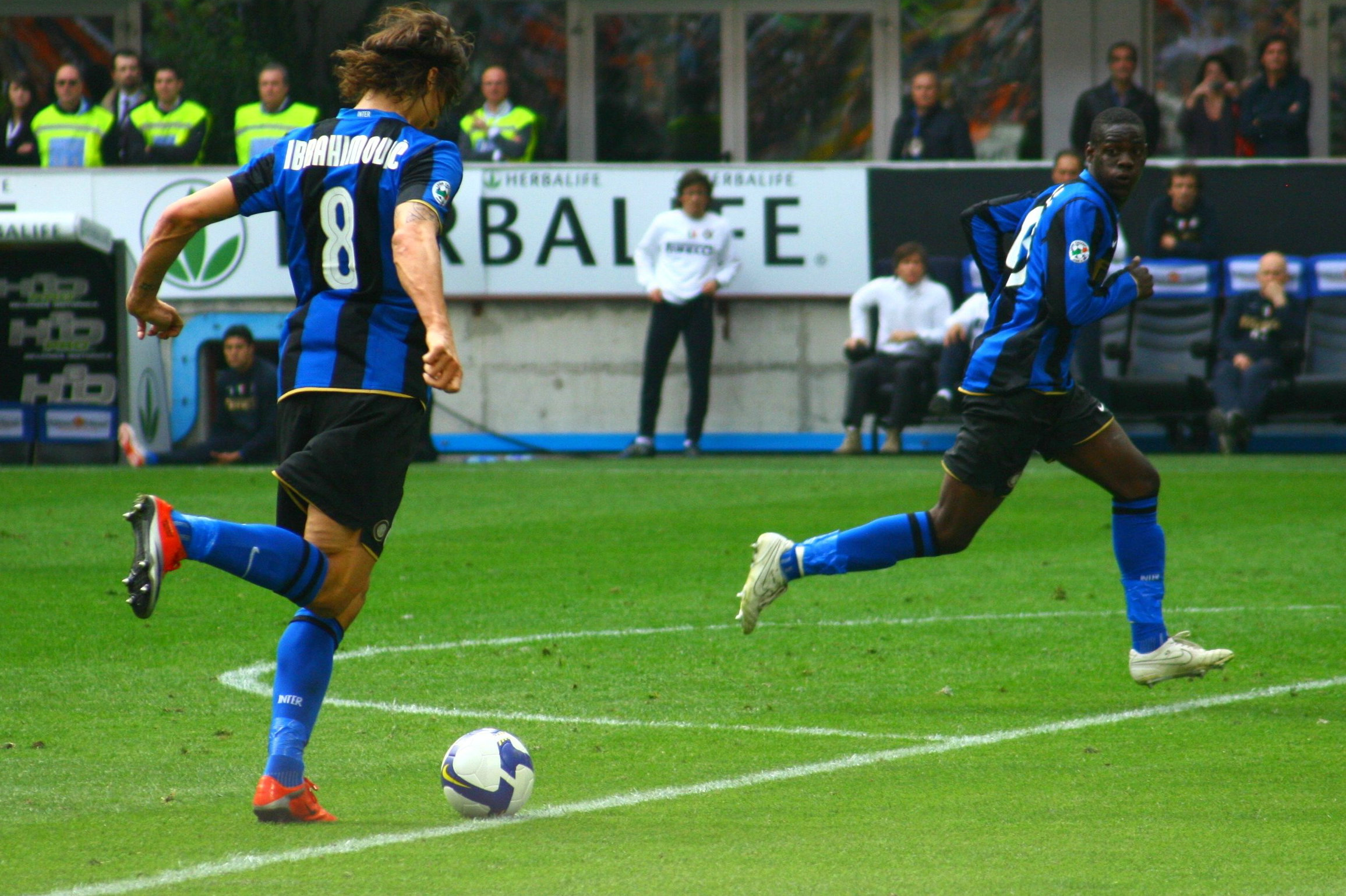
Zlatan Ibrahimović e Mario Balotelli in azione contro il Palermo in una gara di campionato: l'attaccante svedese vinse la classifica marcatori con 25 reti mentre il giovane italiano trovò progressivamente spazio nell'undici titolare.

Segnali di prospettiva futura anche da Balotelli, match-winner in occasione della trasferta al Dall'Ara cui seguì l'atteso confronto coi britannici: entrambi gli «azzurrini» si misurarono col temuto Cristiano Ronaldo, le cui giocate erano fronteggiate efficacemente dal terzino. L'asso portoghese incappò anche in scaramucce verbali con l'attaccante di origine africana, mentre le parate di Júlio César contribuivano a mantenere immacolato il punteggio.
Dopo una conferenza-stampa nella quale Mourinho si scagliò contro la «prostituzione intellettuale» — imputando alla stampa specializzata una manipolazione volta a screditare l'operato del suo club — ebbe luogo il retour match, in cui il Pallone d'Oro in carica raddoppiava la marcatura di Vidić: pur con il rammarico di legni colpiti e palle-gol mancate, i nerazzurri venivano nel complesso surclassati dall'avversaria. Smaltiva l'ennesima delusione in Europa un campionato sempre più a senso unico, tanto che alla pausa internazionale di marzo si contarono ben 7 lunghezze sui piemontesi.
Un pareggio siglato da Grygera nel recupero archiviò lo scontro diretto a Torino del 18 aprile 2009, con l'ex sabaudo Zalayeta a firmare invece la sconfitta di Napoli nel turno successivo: all'aritmetica certezza del titolo si addivenne il 16 maggio, quando i concittadini persero in Friuli rendendo incolmabile il ritardo dalla capolista. La celebrazione davanti al pubblico amico si consumò all'indomani, in coincidenza del posticipo domenicale con il Siena: a rimarcare la conquista del 17º tricolore anche un ironico striscione esposto da Materazzi, in replica alle sarcastiche battute con cui il milanista Ambrosini aveva commentato il successo nel torneo 2006-07.
Arresasi in semifinale di Coppa Italia alla outsider Sampdoria, l'Inter — con la cui maglia debuttò anche il ventenne Bolzoni — collezionò 84 punti posizionando inoltre Ibrahimović in testa alla classifica dei cannonieri: mentre Santon coronava l'annata di esordio ricevendo una chiamata in Nazionale maggiore, Luís Figo impreziosiva con lo Scudetto il suo ritiro dall'agonismo.

## Divise e sponsor
Lo sponsor tecnico per la stagione 2008-2009 è la Nike, mentre lo sponsor ufficiale è la Pirelli. A conclusione delle celebrazioni del centenario, in occasione delle gare con Genoa e Fiorentina del marzo 2009, fu utilizzata la maglia biancocrociata dell'anno precedente.
| 1ª divisa | 2ª divisa | 3ª divisa | 1ª div. portiere | 2ª div. portiere |

## Organigramma societario
Area direttiva
- Presidente: Massimo Moratti
- Vicepresidenti: Angelomario Moratti, Rinaldo Ghelfi
- Comitato di gestione: Angelomario Moratti, Rinaldo Ghelfi, Ernesto Paolillo
- Consiglio di amministrazione: Carlo d'Urso, Maurizio Fabris, Marco Gastel, Rinaldo Ghelfi, Tommaso Giulini, Amato Luigi Molinari, Angelo Moratti, Angelomario Moratti, Giovanni Moratti, Massimo Moratti, Natalino Curzola Moratti, Ernesto Paolillo, Pier Francesco Saviotti, Accursio Scorza, Marco Tronchetti Provera
- Collegio sindacale e sindaci effettivi: Giovanni Luigi Camera, Fabrizio Colombo, Alberto Usuelli, Franco Buccarella, Paolo Andrea Colombo
- Amministratore delegato e direttore generale: Ernesto Paolillo
- Vicedirettore generale: Stefano Filucchi
- Segretaria di presidenza: Monica Volpi
- Direttore amministrazione, finanza e controllo: Paolo Pessina

Area organizzativa
- Segretario generale e responsabile risorse umane: Luciano Cucchia
- Direttore personale e responsabile servizi operativi: Angelo Paolillo
- Team manager: Andrea Butti
- Direttore area stadio e sicurezza: Pierfrancesco Barletta

Area comunicazione
- Direttore comunicazione: Paolo Viganò
- Direttore editoriale, canale e rivista: Susanna Wermelinger
- Ufficio Stampa: Luigi Crippa, Claudia Maddalena, Stewart Park, Leo Picchi

Area marketing
- Direttore commerciale: Katia Bassi

Area tecnica
- Direttore area tecnica: Marco Branca
- Consulente di mercato e addetto rapporti 1ª squadra: Gabriele Oriali
- Allenatore: José Mourinho
- Viceallenatore: Giuseppe Baresi
- Assistente tecnico e preparatore atletico: Rui Faria
- Assistenti tecnici: André Villas-Boas, Daniele Bernazzani
- Allenatore portieri: Silvino Louro
- Preparatori atletici: Gian Nicola Bisciotti, Claudio Gaudino

Area sanitaria
- Direttore area medica: Franco Combi
- Medico: Giorgio Panico
- Massaggiatori e fisioterapisti: Marco Dellacasa, Massimo Dellacasa, Andrea Galli, Luigi Sessolo, Alberto Galbiati

## Rosa
Di seguito la rosa.
| N. |                       | Ruolo | Calciatore                |
| -- | --------------------- | ----- | ------------------------- |
| 1  | Italia (bandiera)     | P     | Francesco Toldo           |
| 2  | Colombia (bandiera)   | D     | Iván Córdoba              |
| 4  | Argentina (bandiera)  | D     | Javier Zanetti (capitano) |
| 5  | Serbia (bandiera)     | C     | Dejan Stanković           |
| 6  | Brasile (bandiera)    | D     | Maxwell                   |
| 7  | Portogallo (bandiera) | C     | Luís Figo                 |
| 8  | Svezia (bandiera)     | A     | Zlatan Ibrahimović        |
| 9  | Argentina (bandiera)  | A     | Julio Cruz                |
| 10 | Brasile (bandiera)    | A     | Adriano                   |
| 11 | Cile (bandiera)       | C     | Luis Jiménez              |
| 12 | Brasile (bandiera)    | P     | Júlio César               |
| 13 | Brasile (bandiera)    | D     | Maicon                    |
| 14 | Francia (bandiera)    | C     | Patrick Vieira            |
| 15 | Francia (bandiera)    | C     | Olivier Dacourt           |
| 16 | Argentina (bandiera)  | D     | Nicolás Burdisso          |
| 18 | Argentina (bandiera)  | A     | Hernán Crespo             |
| 19 | Argentina (bandiera)  | C     | Esteban Cambiasso         |
| 20 | Ghana (bandiera)      | C     | Sulley Muntari            |
| 21 | Nigeria (bandiera)    | A     | Victor Obinna             |

| N. |                       | Ruolo | Calciatore        |
| -- | --------------------- | ----- | ----------------- |
| 22 | Italia (bandiera)     | P     | Paolo Orlandoni   |
| 23 | Italia (bandiera)     | D     | Marco Materazzi   |
| 24 | Colombia (bandiera)   | D     | Nelson Rivas      |
| 25 | Argentina (bandiera)  | D     | Walter Samuel     |
| 26 | Romania (bandiera)    | D     | Cristian Chivu    |
| 33 | Brasile (bandiera)    | C     | Mancini           |
| 36 | Italia (bandiera)     | C     | Francesco Bolzoni |
| 37 | Italia (bandiera)     | C     | Andrea Mei        |
| 38 | Italia (bandiera)     | D     | Luca Caldirola    |
| 39 | Italia (bandiera)     | D     | Davide Santon     |
| 40 | Italia (bandiera)     | C     | Alberto Gerbo     |
| 41 | Italia (bandiera)     | A     | Mattia Destro     |
| 42 | Nigeria (bandiera)    | C     | Joel Obi          |
| 43 | Italia (bandiera)     | P     | Luca Stocchi      |
| 44 | Italia (bandiera)     | C     | Luca Tremolada    |
| 45 | Italia (bandiera)     | A     | Mario Balotelli   |
| 46 | Slovenia (bandiera)   | C     | Rene Krhin        |
| 51 | Slovenia (bandiera)   | P     | Vid Belec         |
| 77 | Portogallo (bandiera) | C     | Ricardo Quaresma  |

## Calciomercato

### Sessione estiva (dal 01/07 al 01/09)
| Acquisti | Acquisti             | Acquisti           | Acquisti                     |
| R.       | Nome                 | da                 | Modalità                     |
| -------- | -------------------- | ------------------ | ---------------------------- |
| P        | Enrico Alfonso       | Venezia            | fine prestito                |
| P        | Giacomo Bindi        | Manfredonia        | fine prestito                |
| D        | Leonardo Bonucci     | Treviso            | risoluzione comp.            |
| D        | Nicolas Giani        | Pro Sesto          | fine prestito                |
| D        | Andrea Mei           | Chievo             | fine prestito                |
| D        | Fabio Perissinotto   | Pro Sesto          | fine prestito                |
| D        | Rincón               | Empoli             | fine prestito                |
| C        | Ilario Aloe          | Ravenna            | risoluzione comp.            |
| C        | Attila Filkor        | Grosseto           | fine prestito                |
| C        | Luis Antonio Jiménez | Ternana            | comproprietà (5,8 milioni €) |
| C        | Matteo Lombardo      | Calcio Caravaggese | fine prestito                |
| C        | Mancini              | Roma               | definitivo (13 milioni €)    |
| C        | Daniele Marino       | Gubbio             | fine prestito                |
| C        | Sulley Muntari       | Portsmouth         | definitivo (14,4 milioni €)  |
| C        | Ricardo Quaresma     | Porto              | definitivo (24,3 milioni €)  |
| C        | Nicola Redomi        | Castelnuovo        | fine prestito                |
| C        | Ronny Toma Diuk      | Pergocrema         | fine prestito                |
| A        | Robert Acquafresca   | Cagliari           | risoluzione comp.            |
| A        | Adriano              | San Paolo          | fine prestito                |
| A        | Riccardo Bocalon     | Treviso            | risoluzione comp.            |
| A        | Hernán Crespo        | Chelsea            | definitivo                   |
| A        | Stefano Giacomelli   | Foligno            | prestito                     |
| A        | Victor Obinna        | Chievo             | definitivo (0 milioni €)     |
| A        | Álvaro Recoba        | Torino             | fine prestito                |
| A        | Goran Slavkovski     | Sheffield Utd      | fine prestito                |

| Cessioni | Cessioni             | Cessioni             | Cessioni                   |
| R.       | Nome                 | a                    | Modalità                   |
| -------- | -------------------- | -------------------- | -------------------------- |
| P        | Enrico Alfonso       | Pisa                 | prestito                   |
| P        | Giacomo Bindi        | Monza                | prestito                   |
| P        | Paolo Tornaghi       | Como                 | prestito                   |
| D        | Leonardo Bonucci     | Treviso              | prestito                   |
| D        | Dennis Esposito      | Reggiana             | prestito                   |
| D        | Ivan Fatić           | Vicenza              | prestito                   |
| D        | Nicolas Giani        | Vicenza              | comproprietà               |
| D        | Fabio Perissinotto   | Voghera              | prestito                   |
| D        | Gabriele Puccio      | Verona               | prestito                   |
| D        | Rincón               | Ancona               | prestito                   |
| C        | Ilario Aloe          | Ascoli               | comproprietà               |
| C        | César                | Bologna              | definitivo                 |
| C        | Daniele Federici     | Grosseto             | prestito                   |
| C        | Attila Filkor        | Sassuolo             | prestito                   |
| C        | Matteo Lombardo      | Legnano              | prestito                   |
| C        | Maniche              | Atlético Madrid      | fine prestito              |
| C        | Daniele Marino       | Sambenedettese       | comproprietà               |
| C        | Desmond N'Ze Kouassi | Avellino             | comproprietà               |
| C        | Daniele Pedrelli     | Treviso              | comproprietà               |
| C        | Pelè                 | Porto                | definitivo (5,8 milioni €) |
| C        | Nicola Redomi        | Valenzana            | prestito                   |
| C        | Luca Siligardi       | Bari                 | prestito                   |
| C        | Santiago Solari      | San Lorenzo          | definitivo                 |
| C        | Ronny Toma Diuk      | Solbiatese           | prestito                   |
| A        | Robert Acquafresca   | Cagliari             | prestito                   |
| A        | Gianluca Litteri     | Treviso Slavia Praga | comproprietà prestito      |
| A        | Álvaro Recoba        | Paniōnios            | definitivo                 |
| A        | Sebastián Ribas      | Digione              | definitivo                 |
| A        | David Suazo          | Benfica              | prestito                   |

### Sessione invernale (dal 07/01 al 02/02)
| Acquisti | Acquisti         | Acquisti | Acquisti      |
| R.       | Nome             | da       | Modalità      |
| -------- | ---------------- | -------- | ------------- |
| P        | Giacomo Bindi    | Monza    | fine prestito |
| D        | Leonardo Bonucci | Treviso  | fine prestito |
| D        | Ivan Fatić       | Vicenza  | fine prestito |
| C        | Ibrahim Maaroufi | Twente   | fine prestito |
| C        | Luca Siligardi   | Bari     | fine prestito |

| Cessioni | Cessioni         | Cessioni    | Cessioni     |
| R.       | Nome             | a           | Modalità     |
| -------- | ---------------- | ----------- | ------------ |
| P        | Giacomo Bindi    | Pistoiese   | prestito     |
| D        | Leonardo Bonucci | Pisa        | prestito     |
| D        | Ivan Fatić       | Salernitana | prestito     |
| C        | Olivier Dacourt  | Fulham      | prestito     |
| C        | Ibrahim Maaroufi | Vicenza     | comproprietà |
| C        | Ricardo Quaresma | Chelsea     | prestito     |
| C        | Luca Siligardi   | Piacenza    | prestito     |
| A        | Adriano          | Flamengo    | definitivo   |

## Risultati

### Serie A

#### Girone di andata
| Arbitro: | Rosetti (Torino) |

|                |           |                 |
| Delvecchio 69’ | Marcatori | 33’ Ibrahimović |

| Arbitro: | Damato (Barletta) |

|                                  |           |              |
| Quaresma 43’ Terlizzi 48’ (aut.) | Marcatori | 42’ Plasmati |

| Arbitro: | Farina (Novi Ligure) |

|                |           |                                              |
| Abbruscato 76’ | Marcatori | 24’ (aut.) Pisano 26’ Maicon 51’ Ibrahimović |

| Arbitro: | Bergonzi (Genova) |

|          |           |  |
| Cruz 79’ | Marcatori |  |

| Arbitro: | Morganti (Ascoli Piceno) |

|                |           |  |
| Ronaldinho 36’ | Marcatori |  |

| Arbitro: | Ciampi (Roma) |

|                                    |           |           |
| Ibrahimović 25’ Adriano 50’ (rig.) | Marcatori | 56’ Moras |

| Arbitro: | Rizzoli (Bologna) |

|  |           |                                              |
|  | Marcatori | 6’, 47’ Ibrahimović 54’ Stankovic 56’ Obinna |

| Milano 26 ottobre 2008, ore 15:00 CET 8ª giornata | Inter          | 0 – 0 referto | Genoa | Stadio Giuseppe Meazza (62.224 spett.)\| Arbitro: \| Orsato (Schio) \| |
| Arbitro:                                          | Orsato (Schio) |               |       |                                                                        |

| Firenze 29 ottobre 2008, ore 20:30 CET 9ª giornata | Fiorentina       | 0 – 0 referto | Inter | Stadio Artemio Franchi (36.358 spett.)\| Arbitro: \| Rosetti (Torino) \| |
| Arbitro:                                           | Rosetti (Torino) |               |       |                                                                          |

| Arbitro: | De Marco (Chiavari) |

|                       |           |                                    |
| Cozza 33’ Brienza 53’ | Marcatori | 9’ Maicon 24’ Vieira 90+1’ Cordoba |

| Arbitro: | Morganti (Ascoli Piceno) |

|            |           |  |
| Cruz 90+3’ | Marcatori |  |

| Arbitro: | Tagliavento (Terni) |

|  |           |                      |
|  | Marcatori | 46’, 62’ Ibrahimović |

| Arbitro: | Rizzoli (Bologna) |

|             |           |  |
| Muntari 72’ | Marcatori |  |

| Arbitro: | Rosetti (Torino) |

|                         |           |             |
| Cordoba 16’ Muntari 25’ | Marcatori | 36’ Lavezzi |

| Arbitro: | Orsato (Schio) |

|  |           |                                                |
|  | Marcatori | 2’ Samuel 45+3’ (aut.) Diakité 55’ Ibrahimović |

| Arbitro: | Bergonzi (Genova) |

|                                               |           |                                |
| Maxwell 4’ Stankovic 47’ Ibrahimović 79’, 88’ | Marcatori | 51’ Pellissier 65’ Bentivoglio |

| Arbitro: | De Marco (Chiavari) |

|            |           |                 |
| Kharja 44’ | Marcatori | 34’, 83’ Maicon |

| Arbitro: | Pierpaoli (Firenze) |

|                 |           |                 |
| Ibrahimović 76’ | Marcatori | 65’ Acquafresca |

| Arbitro: | Rizzoli (Bologna) |

|                            |           |                   |
| Floccari 18’ Doni 28’, 33’ | Marcatori | 90+2’ Ibrahimović |

#### Girone di ritorno
| Arbitro: | Celi (Campobasso) |

|               |           |  |
| Adriano 45+2’ | Marcatori |  |

| Arbitro: | Rocchi (Firenze) |

|  |           |                              |
|  | Marcatori | 5’ Stankovic 71’ Ibrahimović |

| Arbitro: | Bergonzi (Genova) |

|              |           |                |
| Burdisso 58’ | Marcatori | 47’ R. Bianchi |

| Arbitro: | Tagliavento (Terni) |

|  |           |                                        |
|  | Marcatori | 12’ Ibrahimović 72’ Figo 82’ Stankovic |

| Arbitro: | Rosetti (torino) |

|                           |           |          |
| Adriano 29’ Stankovic 43’ | Marcatori | 71’ Pato |

| Arbitro: | Ayroldi (Molfetta) |

|            |           |                             |
| Britos 79’ | Marcatori | 57’ Cambiasso 82’ Balotelli |

| Arbitro: | Rizzoli (Bologna) |

|                                      |           |                                   |
| Balotelli 50’, 63’ (rig.) Crespo 78’ | Marcatori | 23’ De Rossi 29’ Riise 56’ Brighi |

| Arbitro: | Morganti (Ascoli Piceno) |

|  |           |                              |
|  | Marcatori | 2’ Ibrahimović 60’ Balotelli |

| Arbitro: | Orsato (Schio) |

|                        |           |  |
| Ibrahimović 10’, 90+5’ | Marcatori |  |

| Arbitro: | Mazzoleni (Bergamo) |

|                                          |           |  |
| Cambiasso 6’ Ibrahimović 10’ (rig.), 58’ | Marcatori |  |

| Arbitro: | Banti (Livorno) |

|  |           |                 |
|  | Marcatori | 77’ (aut.) Isla |

| Arbitro: | C. Russo (Nola) |

|                                      |           |                      |
| Balotelli 15’ Ibrahimović 38’ (rig.) | Marcatori | 73’ Cavani 76’ Succi |

| Arbitro: | Farina (Novi Ligure) |

|               |           |               |
| Grygera 90+1’ | Marcatori | 64’ Balotelli |

| Arbitro: | Rosetti (Torino) |

|              |           |  |
| Zalayeta 73’ | Marcatori |  |

| Arbitro: | Tagliavento (Terni) |

|                             |           |  |
| Ibrahimović 58’ Muntari 70’ | Marcatori |  |

| Arbitro: | De Marco (Chiavari) |

|                           |           |                         |
| Marcolini 27’ Luciano 73’ | Marcatori | 3’ Crespo 65’ Balotelli |

| Arbitro: | Bergonzi (Genova) |

|                                             |           |  |
| Cambiasso 44’ Balotelli 53’ Ibrahimović 75’ | Marcatori |  |

| Arbitro: | Calvarese (Teramo) |

|                           |           |                |
| Cossu 34’ Acquafresca 71’ | Marcatori | 8’ Ibrahimović |

| Arbitro: | Rocchi (Firenze) |

|                                               |           |                            |
| Muntari 6’ Ibrahimović 12’, 81’ Cambiasso 80’ | Marcatori | 10’, 53’ Doni 25’ Cigarini |

### Coppa Italia

#### Fase finale
| Arbitro: | Gava (Conegliano) |

|                                             |           |           |
| Adriano 75’ Cambiasso 100’ Ibrahimović 104’ | Marcatori | 80’ Rossi |

| Arbitro: | Orsato (Schio) |

|                             |           |            |
| Adriano 10’ Ibrahimović 62’ | Marcatori | 60’ Taddei |

| Arbitro: | Saccani (Mantova) |

|                             |           |  |
| Cassano 9’ Pazzini 30’, 42’ | Marcatori |  |

| Arbitro: | Orsato (Schio) |

|                 |           |  |
| Ibrahimović 28’ | Marcatori |  |

### UEFA Champions League

#### Fase a gironi
| Arbitro: | Mejuto González |

|  |           |                         |
|  | Marcatori | 27’ Mancini 85’ Adriano |

| Arbitro: | Michĕl |

|            |           |             |
| Maicon 13’ | Marcatori | 62’ Pizarro |

| Arbitro: | Webb |

|             |           |  |
| Adriano 44’ | Marcatori |  |

| Arbitro: | Duhamel |

|                                     |           |                                      |
| Bardon 31’ Panagī 45+1’ Frousos 50’ | Marcatori | 13’ Balotelli 44’ Materazzi 80’ Cruz |

| Arbitro: | Øvrebø |

|  |           |              |
|  | Marcatori | 69’ Sarriegi |

| Arbitro: | Vink |

|                           |           |                 |
| Pizarro 63’ Rosenberg 81’ | Marcatori | 88’ Ibrahimović |

#### Fase a eliminazione diretta
| Milano 24 febbraio 2009, ore 20:45 CET Ottavi di finale - Andata | Inter            | 0 – 0 referto | Manchester Utd | Stadio Giuseppe Meazza (80.018 spett.)\| Arbitro: \| Medina Cantalejo \| |
| Arbitro:                                                         | Medina Cantalejo |               |                |                                                                          |

| Arbitro: | Stark |

|                                |           |  |
| Vidić 4’ Cristiano Ronaldo 49’ | Marcatori |  |

### Supercoppa italiana
| Arbitro: | Saccani (Mantova) |

|                                                                   |                      |                                                             |
| Muntari 18’ Balotelli 84’                                         | Marcatori            | 60’ De Rossi 90+1’ Vučinić                                  |
| Ibrahimović Balotelli Stanković Maxwell Cambiasso Jiménez Zanetti | Tiri di rigore 6 – 5 | Vučinić Júlio Baptista Cassetti De Rossi Totti Pizarro Juan |

## Statistiche
Statistiche aggiornate al 31 maggio 2009.

### Statistiche di squadra
| Competizione        | Punti | In casa | In casa | In casa | In casa | In casa | In casa | In trasferta | In trasferta | In trasferta | In trasferta | In trasferta | In trasferta | Totale | Totale | Totale | Totale | Totale | Totale | DR |
| Competizione        | Punti | G       | V       | N       | P       | Gf      | Gs      | G            | V            | N            | P            | Gf           | Gs           | G      | V      | N      | P      | Gf     | Gs     | DR |
| ------------------- | ----- | ------- | ------- | ------- | ------- | ------- | ------- | ------------ | ------------ | ------------ | ------------ | ------------ | ------------ | ------ | ------ | ------ | ------ | ------ | ------ | -- |
| Serie A             | 84    | 19      | 14      | 5       | 0       | 37      | 16      | 19           | 11           | 4            | 4            | 33           | 16           | 38     | 25     | 9      | 4      | 70     | 32     | 38 |
| Coppa Italia        | -     | 3       | 3       | 0       | 0       | 6       | 2       | 1            | 0            | 0            | 1            | 0            | 3            | 4      | 3      | 0      | 1      | 6      | 5      | 1  |
| Champions League    | 8     | 4       | 1       | 2       | 1       | 2       | 2       | 4            | 1            | 1            | 2            | 6            | 7            | 8      | 2      | 3      | 3      | 8      | 9      | −1 |
| Supercoppa italiana | -     | 1       | 0       | 1       | 0       | 2       | 2       | 0            | 0            | 0            | 0            | 0            | 0            | 1      | 0      | 1      | 0      | 2      | 2      | 0  |
| Totale              | -     | 27      | 18      | 8       | 1       | 47      | 22      | 24           | 12           | 5            | 7            | 39           | 26           | 51     | 30     | 13     | 8      | 86     | 48     | 38 |

### Andamento in campionato
| Giornata  | 1 | 2 | 3 | 4 | 5 | 6 | 7 | 8 | 9 | 10 | 11 | 12 | 13 | 14 | 15 | 16 | 17 | 18 | 19 | 20 | 21 | 22 | 23 | 24 | 25 | 26 | 27 | 28 | 29 | 30 | 31 | 32 | 33 | 34 | 35 | 36 | 37 | 38 |
| --------- | - | - | - | - | - | - | - | - | - | -- | -- | -- | -- | -- | -- | -- | -- | -- | -- | -- | -- | -- | -- | -- | -- | -- | -- | -- | -- | -- | -- | -- | -- | -- | -- | -- | -- | -- |
| Luogo     | T | C | T | C | T | C | T | C | T | T  | C  | T  | C  | C  | T  | C  | T  | C  | T  | C  | T  | C  | T  | C  | T  | C  | T  | C  | C  | T  | C  | T  | T  | C  | T  | C  | T  | C  |
| Risultato | N | V | V | V | P | V | V | N | N | V  | V  | V  | V  | V  | V  | V  | V  | N  | P  | V  | V  | N  | V  | V  | V  | N  | V  | V  | V  | V  | N  | N  | P  | V  | N  | V  | P  | V  |
| Posizione | 9 | 4 | 1 | 1 | 4 | 3 | 1 | 2 | 4 | 3  | 1  | 1  | 1  | 1  | 1  | 1  | 1  | 1  | 1  | 1  | 1  | 1  | 1  | 1  | 1  | 1  | 1  | 1  | 1  | 1  | 1  | 1  | 1  | 1  | 1  | 1  | 1  | 1  |

Legenda:

Luogo: C = Casa; T = Trasferta. Risultato: V = Vittoria; N = Pareggio; P = Sconfitta.

### Statistiche dei giocatori
Sono in corsivo i calciatori che hanno lasciato la società a stagione in corso.
| Giocatore      | Serie A  | Serie A | Serie A     | Serie A    | Coppa Italia | Coppa Italia | Coppa Italia | Coppa Italia | Champions League | Champions League | Champions League | Champions League | Supercoppa Italiana | Supercoppa Italiana | Supercoppa Italiana | Supercoppa Italiana | Totale   | Totale | Totale      | Totale     |
| Giocatore      | Presenze | Reti    | Ammonizioni | Espulsioni | Presenze     | Reti         | Ammonizioni  | Espulsioni   | Presenze         | Reti             | Ammonizioni      | Espulsioni       | Presenze            | Reti                | Ammonizioni         | Espulsioni          | Presenze | Reti   | Ammonizioni | Espulsioni |
| -------------- | -------- | ------- | ----------- | ---------- | ------------ | ------------ | ------------ | ------------ | ---------------- | ---------------- | ---------------- | ---------------- | ------------------- | ------------------- | ------------------- | ------------------- | -------- | ------ | ----------- | ---------- |
| Adriano        | 12       | 3       | 1           | 0          | 3            | 2            | 0            | 0            | 7                | 2                | 0                | 0                | 0                   | 0                   | 0                   | 0                   | 22       | 7      | 1           | 0          |
| M. Balotelli   | 22       | 8       | 7           | 0          | 2            | 0            | 1            | 0            | 6                | 1                | 1                | 0                | 1                   | 1                   | 1                   | 0                   | 31       | 10     | 10          | 0          |
| F. Bolzoni     | 1        | 0       | 0           | 0          | 0            | 0            | 0            | 0            | 0                | 0                | 0                | 0                | 0                   | 0                   | 0                   | 0                   | 1        | 0      | 0           | 0          |
| N. Burdisso    | 21       | 1       | 7           | 1          | 3            | 0            | 0            | 0            | 4                | 0                | 0                | 0                | 1                   | 0                   | 0                   | 0                   | 29       | 1      | 7           | 1          |
| E. Cambiasso   | 35       | 4       | 1           | 0          | 3            | 1            | 0            | 0            | 8                | 0                | 0                | 0                | 1                   | 0                   | 0                   | 0                   | 47       | 5      | 1           | 0          |
| I. Córdoba     | 28       | 2       | 6           | 0          | 2            | 0            | 2            | 0            | 7                | 0                | 1                | 0                | 0                   | 0                   | 0                   | 0                   | 37       | 2      | 9           | 0          |
| C. Chivu       | 21       | 0       | 7           | 0          | 3            | 0            | 1            | 0            | 2                | 0                | 1                | 0                | 0                   | 0                   | 0                   | 0                   | 26       | 0      | 9           | 0          |
| H. Crespo      | 14       | 2       | 1           | 0          | 3            | 0            | 0            | 0            | 0                | 0                | 0                | 0                | 0                   | 0                   | 0                   | 0                   | 17       | 2      | 1           | 0          |
| J. Cruz        | 17       | 2       | 4           | 0          | 1            | 0            | 0            | 0            | 5                | 1                | 1                | 0                | 0                   | 0                   | 0                   | 0                   | 23       | 3      | 5           | 0          |
| O. Dacourt     | 1        | 0       | 0           | 0          | 0            | 0            | 0            | 0            | 0                | 0                | 0                | 0                | 0                   | 0                   | 0                   | 0                   | 1        | 0      | 0           | 0          |
| Figo           | 22       | 1       | 2           | 0          | 0            | 0            | 0            | 0            | 3                | 0                | 0                | 0                | 1                   | 0                   | 0                   | 0                   | 26       | 1      | 2           | 0          |
| Z. Ibrahimović | 35       | 25      | 8           | 0          | 3            | 3            | 1            | 0            | 8                | 1                | 0                | 0                | 1                   | 0                   | 1                   | 0                   | 47       | 29     | 10          | 0          |
| L. Jiménez     | 6        | 0       | 0           | 0          | 1            | 0            | 0            | 0            | 0                | 0                | 0                | 0                | 1                   | 0                   | 0                   | 0                   | 8        | 0      | 0           | 0          |
| Júlio César    | 36       | -28     | 2           | 0          | 1            | 0            | 0            | 0            | 7                | -9               | 0                | 0                | 1                   | -2                  | 0                   | 0                   | 45       | -39    | 2           | 0          |
| Maicon         | 29       | 4       | 4           | 0          | 3            | 0            | 0            | 0            | 8                | 1                | 2                | 0                | 1                   | 0                   | 0                   | 0                   | 41       | 5      | 6           | 0          |
| Mancini        | 20       | 0       | 1           | 0          | 2            | 0            | 0            | 0            | 4                | 1                | 0                | 0                | 1                   | 0                   | 0                   | 0                   | 27       | 1      | 1           | 0          |
| M. Materazzi   | 8        | 0       | 1           | 1          | 2            | 0            | 3            | 1            | 5                | 1                | 1                | 0                | 0                   | 0                   | 0                   | 0                   | 15       | 1      | 5           | 2          |
| Maxwell        | 25       | 1       | 2           | 0          | 3            | 0            | 0            | 0            | 4                | 0                | 0                | 0                | 1                   | 0                   | 0                   | 0                   | 33       | 1      | 2           | 0          |
| S. Muntari     | 27       | 4       | 5           | 2          | 3            | 0            | 1            | 0            | 7                | 0                | 2                | 0                | 1                   | 1                   | 0                   | 0                   | 38       | 5      | 8           | 2          |
| V. Obinna      | 9        | 1       | 0           | 0          | 2            | 0            | 1            | 0            | 0                | 0                | 0                | 0                | 0                   | 0                   | 0                   | 0                   | 11       | 1      | 1           | 0          |
| P. Orlandoni   | 1        | 0       | 0           | 0          | 0            | 0            | 0            | 0            | 0                | 0                | 0                | 0                | 0                   | 0                   | 0                   | 0                   | 1        | 0      | 0           | 0          |
| R. Quaresma    | 13       | 1       | 3           | 0          | 0            | 0            | 0            | 0            | 6                | 0                | 0                | 0                | 0                   | 0                   | 0                   | 0                   | 19       | 1      | 3           | 0          |
| N. Rivas       | 5        | 0       | 1           | 0          | 1            | 0            | 0            | 0            | 1                | 0                | 0                | 0                | 1                   | 0                   | 0                   | 0                   | 8        | 0      | 1           | 0          |
| W. Samuel      | 17       | 1       | 5           | 0          | 2            | 0            | 1            | 0            | 1                | 0                | 1                | 0                | 0                   | 0                   | 0                   | 0                   | 20       | 1      | 7           | 0          |
| D. Santon      | 16       | 0       | 1           | 0          | 2            | 0            | 0            | 0            | 2                | 0                | 0                | 0                | 0                   | 0                   | 0                   | 0                   | 20       | 0      | 1           | 0          |
| D. Stanković   | 31       | 5       | 8           | 0          | 1            | 0            | 0            | 0            | 5                | 0                | 1                | 0                | 1                   | 0                   | 1                   | 0                   | 38       | 5      | 10          | 0          |
| F. Toldo       | 3        | -4      | 0           | 0          | 3            | -5           | 0            | 0            | 1                | 0                | 1                | 0                | 0                   | 0                   | 0                   | 0                   | 7        | -9     | 1           | 0          |
| P. Vieira      | 19       | 1       | 7           | 0          | 2            | 0            | 0            | 0            | 3                | 0                | 0                | 0                | 0                   | 0                   | 0                   | 0                   | 24       | 1      | 7           | 0          |
| J. Zanetti     | 38       | 0       | 3           | 0          | 4            | 0            | 2            | 0            | 8                | 0                | 0                | 0                | 1                   | 0                   | 0                   | 0                   | 51       | 0      | 5           | 0          |

## Giovanili

### Organigramma societario
Area direttiva e organizzativa
- Amministratore delegato: Ernesto Paolillo
- Direttore: Piero Ausilio
- Responsabile attività di base: Roberto Samaden
- Responsabile area ricerca e selezione: Pierluigi Casiraghi
- Coordinatore osservatori: Giuseppe Giavardi
- Coordinatore area tecnica: Vincenzo Esposito
- Responsabile tecnico scuole calcio estero: Marco Monti
- Segreteria sportiva: Alberto Celario
- Segreteria organizzativa: Deborah Dozio, Elisa Todisco, Maurizio Gotta

Allenatori
- Primavera: Vincenzo Esposito
- Viceallenatore Primavera: Antonio Manicone
- Allievi nazionali: Nunzio Zavettieri
- Allievi regionali: Paolo Tomasoni
- Giovanissimi nazionali: Salvatore Cerrone
- Giovanissimi regionali: Gianmario Corti
- Giovanissimi regionali B: Stefano Bellinzaghi
- Esordienti: Michele Ravera
- Pulcini regionali: Giuliano Rusca
- Pulcini B: Fabio Pesatori, Gianni Vivabene
- Pulcini C: Bruno Casiraghi, Paolo Migliavacca

### Piazzamenti

#### Primavera
- Campionato Primavera: ottavi di finale.
- Coppa Italia Primavera: quarti di finale.
- Torneo di Viareggio: semifinalista.